# Leptoconops
Leptoconops là một chi ruồi trong họ Ceratopogonidae.
Leptoconops hút máu động vật có xương sống.